# Castel Zwingenstein
Castel Zwingenstein (in tedesco Burg Zwingenstein) è un castello, caduto in rovine, che si trova in località Auna di Sotto (Unterinn), nel comune di Renon in provincia di Bolzano.
Il castello prende il nome dall'omonima famiglia, ministeriali del vescovo di Trento, che lo fece erigere attorno all'anno 1200 (viene menzionato per la prima volta nel 1258).
Gli Zwingenstein, fedeli al vescovo, si inimicarono Mainardo II di Tirolo-Gorizia, che fece assediare e distruggere il castello nel tardo XIII secolo. Il suo distretto compare nel 1288 nel urbario territoriale tirolese di Mainardo, come Twingenstein. Il castello venne ricostruito negli anni del regno di suo figlio Enrico. Nel 1441 Hans Zwingenstainer regola una diatriba giudiziaria relativo al Meierhof omonimo, lo Czwingenstainer Mairhof, posizionato in vicinanza del castello.
I capi della famiglia morirono durante una battaglia delle truppe tirolesi contro la Repubblica di Venezia nel 1487, a Calliano presso Trento, il resto della famiglia si trasferì altrove, e da allora il castello decadde rapidamente.
Oggi del castello non rimane praticamente altro che un pezzo di muro vicino ad una chiesetta dedicata a San Sebastiano. Paradossalmente sono molto più evidenti i resti di un castelliere retico, di epoca preistorica, all'interno del cui perimetro Castel Zwingenstein era stato costruito.